# Emmy Damerius-Koenen

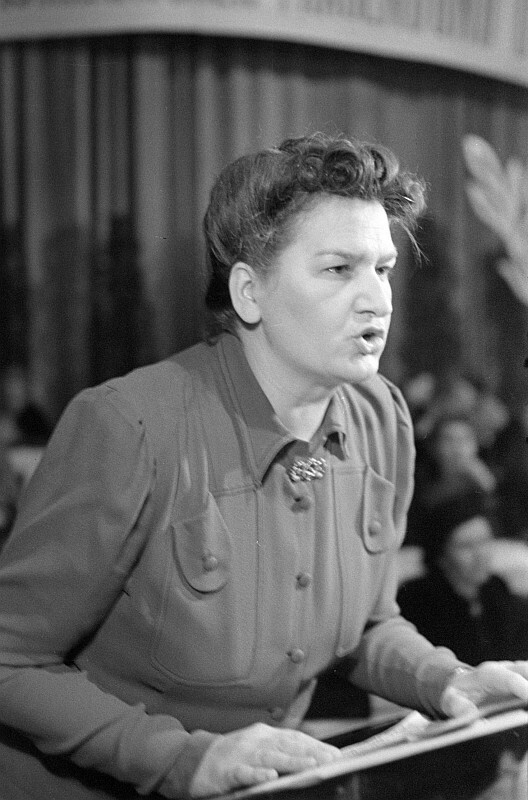
Emmy Damerius-Koenen 1947 als Rednerin.

Emmy Damerius-Koenen (geboren als Emma Ida Luise Zadach, geschiedene Damerius; * 15. März 1903 in Berlin-Rosenthal; † 21. Mai 1987 in Berlin) war eine deutsche Politikerin (KPD, SED) und 1948/49 Vorsitzende des Demokratischen Frauenbunds Deutschlands.

## Leben
Zadachs Eltern waren der Arbeiter Wilhelm Zaddach (1872–1944) und  Anna geb. Bischoff (1877–1925). Sie hatten vier Kinder. Emma Zadach besuchte die Volksschule und zweieinhalb Jahre die Handelsabendschule. Sie arbeitete danach als Werkstattschreiberin in der Kunstdruckerei Heymann & Schmidt GmbH Berlin und als Angestellte in verschiedenen Verlagen. Bis 1923 engagierte sie sich bei den Naturfreunden und Pazifisten. 1923 erfolgte der Eintritt in den Kommunistischen Jugendverband, und 1924 in die KPD. 1924 arbeitete sie als Buchhalterin und heiratete in Lankwitz Helmut Damerius. Die Ehe wurde 1929 geschieden. Der gemeinsame Sohn Hans-Jörg Damerius starb bereits 1925 mit 8 Monaten.
Emmy Damerius gehörte zu den am 5. März 1933 für den Preußischen Landtag gewählten KPD-Abgeordneten.
Bis 1934 arbeitete sie ehren- und hauptamtlich für die KPD-Bezirksleitung Berlin-Brandenburg, u. a. als politische Mitarbeiterin bzw. Leiterin der Frauenabteilung, seit 1933 in illegale Arbeit. 1934 war sie in Moskau im Frauensekretariat der Kommunistischen Internationale tätig, 1935 und 1936 erfolgte ein Studium an der Kommunistischen Universität der nationalen Minderheiten des Westens (KUNMS) in Moskau unter dem Decknamen Emmy Dublin. Nach Auflösung der Universität 1936 kam ein Einsatz in der KPD-Leitungen in Prag, Zürich und Paris. Seit ihrem Aufenthalt in Prag 1937 lebte sie in Lebensgemeinschaft mit Wilhelm Koenen. Im Januar 1939 ging sie in die Emigration nach England. Sie war Arbeiterin in London, 1943 Gründungsmitglied der Freien Deutschen Bewegung (FDB) in London und 1944 Mitinitiatorin der Frauenkommission der FDB. Von 1940 bis Februar 1941 erfolgte eine Internierung auf der Insel Man.
Im Dezember 1945 trat sie gemeinsam mit Wilhelm Koenen die Rückkehr nach Deutschland an. In Halle und Dresden war sie tätig als Redakteurin. Seit ihrer Rückkehr 1945 in Sachsen erfolgte ein Engagement für die Schaffung kommunaler Frauenausschüsse, seit 1946 war sie 2. Vorsitzende des Frauenausschusses des Landes Sachsen.

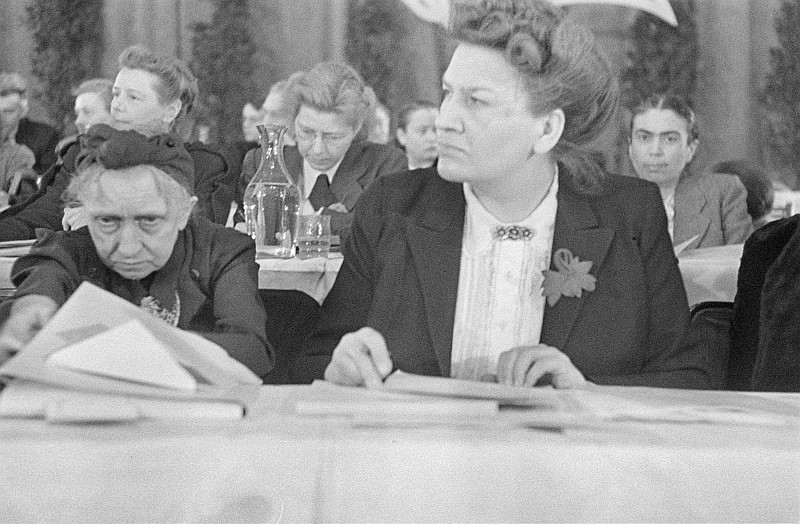
Emmy Damerius-Koenen (r.) auf dem Gründungskongress des Demokratischen Frauenbundes Deutschlands am 7.–9. März 1947 mit Else Lüders (l.), Maria Rentmeister (Mitte in der zweiten Reihe, schreibend), und Hilde Benjamin (ganz rechts in zweiter Reihe)

Bei der Gründung des Demokratischen Frauenbundes Deutschlands (DFD) spielte sie im Vorbereitungskomitee eine dominierende Rolle. Auf dem Deutschen Frauenkongress für den Frieden vom 7. bis 9. März 1947 im Berliner Admiralspalast, dem Gründungskongress des DFD, hielt sie das Hauptreferat zu internationalen Fragen und wurde eine der vier stellvertretenden Vorsitzenden der neuen Frauenorganisation. Im April 1948 löste sie die bisherige parteilose DFD-Vorsitzende Anne-Marie Durand-Wever ab, ihre Wahl als DFD-Vorsitzende erfolgte auf dem DFD-Bundeskongress am 29./30. Mai 1948. Ihre internationalen Erfahrungen setzte sie erfolgreich für die Aufnahme des DFD in die Internationale Demokratische Frauenföderation (IDFF), 1945 in Paris vor allem von Kommunistinnen und Antifaschistinnen gegründet, ein.
Infolge des SED-Beschlusses über Westemigranten 1949 und gleichzeitig als Folge interner Auseinandersetzungen mit dem SED-Frauensekretariat unter Leitung von Elli Schmidt und Käthe Kern musste sie im Frühjahr 1949 den DFD-Vorsitz abgeben. Im Mai 1949 übernahm Elli Schmidt den Posten als DFD-Vorsitzende.

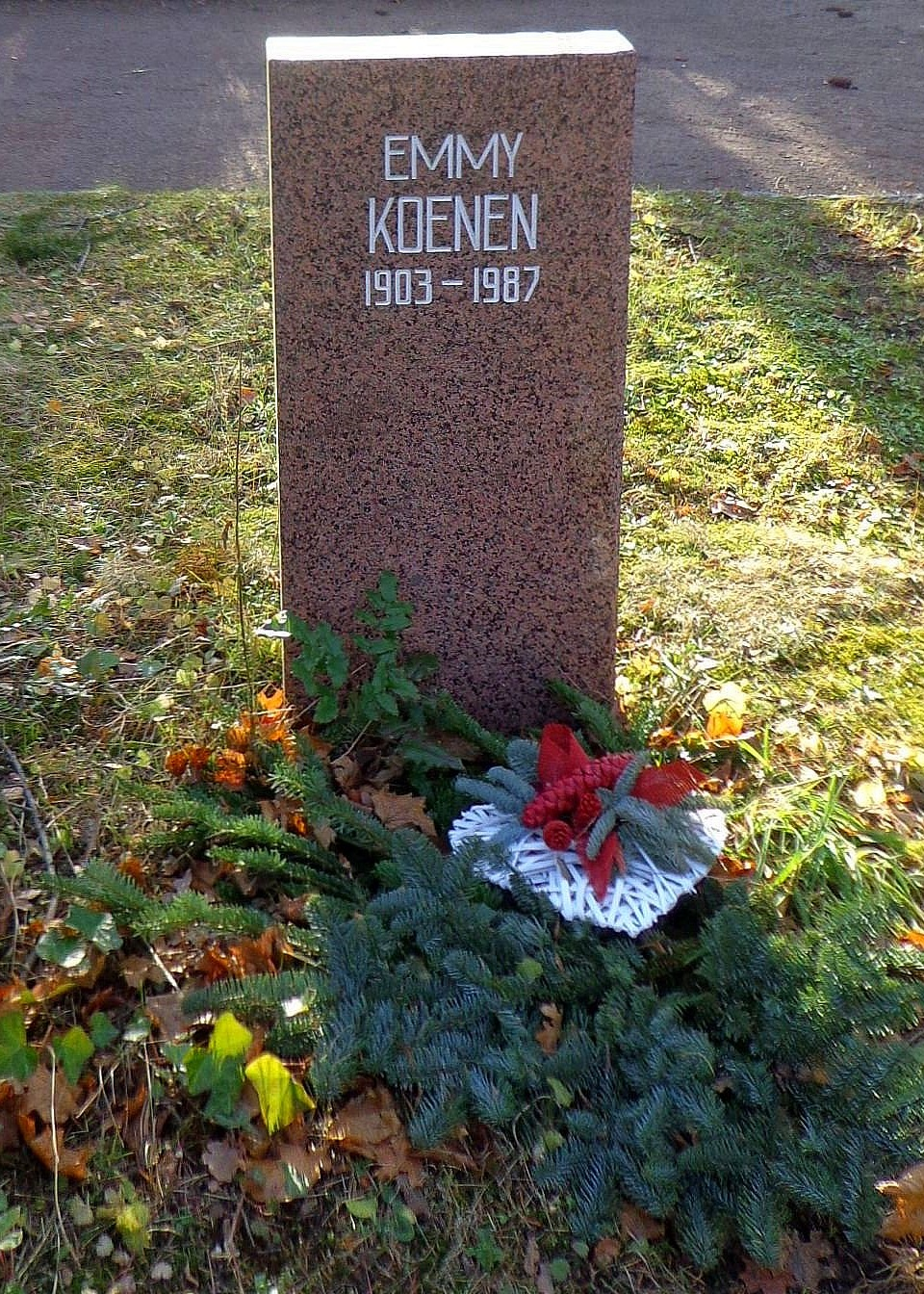
Grabstätte (2021)

Emmy Damerius-Koenen war nach langer Krankheit von 1950 bis 1958 Redakteurin, Kaderleiterin bzw. stellvertretende Chefredakteurin im Verlag Die Wirtschaft in Berlin. Nach 1958 arbeitete sie freischaffend als Journalistin und war bis zum Tode ihres Ehemannes Wilhelm Koenen im Oktober 1963 seine Mitarbeiterin. Emmy Koenen hinterließ zahlreiche Artikel in der Frauenpresse der Sowjetischen Besatzungszone und veröffentlichte zur Geschichte der SED und zur Geschichte des DFD detaillierte Erinnerungen.
Sie verstarb am 21. Mai 1987 in Berlin-Friedrichshagen. Ihre Urne wurde in der Grabanlage Pergolenweg des Zentralfriedhofs Friedrichsfelde beigesetzt.

## Schriften
- Emmy Damerius-Koenen: Neue Weltbewegng der Frauen für Frieden und sozialen Fortschritt. Öffentlicher Vortrag, gehalten unter dem Titel „Die Internationale Demokratische Frauenföderation und wir.“ Hrsg.: Landes-Frauenausschuß, Landesregierung Dresden. Sachsenverl., Dresden 1946.
- Emmy Damerius-Koenen: Über die antifaschistische Frauenarbeit in Sachsen in den Jahren 1946/47. In: Beiträge zur Geschichte der deutschen Arbeiterbewegung, Sonderheft 1965/66.
- Im Zeichen des roten Sterns. Erinnerungen. Dietz Verlag Berlin 1974, S. 249ff.
- Emmy Damerius: Erinnerungen. Exil in England. In: Beiträge zur Geschichte der deutschen Arbeiterbewegung, Heft 4/1978.
- Die ersten Jahre. Erinnerungen. Dietz Verlag Berlin 1979, S. 258ff.